# 藤沢武夫
藤沢 武夫（藤澤 武夫、ふじさわ たけお、1910年11月10日 - 1988年12月30日）は、日本の実業家。自動車メーカーの本田技研工業（ホンダ）に代表される工業系の企業で経営面を務めることが多かった。
本田宗一郎と共にホンダを世界的な大企業に育て上げた。本田宗一郎の名参謀と言われ、本田は藤沢に実印と会社経営の全権を委ね、自らは技術者に徹していた。
劇作家で舞台演出家の藤沢文翁は孫にあたる。

## 来歴
1910年（明治43年）、東京府東京市小石川区中富坂町（現・東京都文京区小石川）で父秀四郎、母ゆきの間に生まれる。藤沢家は現在の茨城県結城市で代々漢方医を務める名家だったが、藤沢の祖父の代で廃業となり、秀四郎は上京した。
1928年（昭和3年）に旧制京華中学校を卒業した後、東京高等師範学校を受験するも失敗。1934年（昭和9年）に「三ツ輪商会」という鋼材小売店に入社した。1939年（昭和14年）には独立して「日本機工研究所」を設立。しかし戦争が激化したため同社をたたみ福島県安達郡二本松町（現在の二本松市）に疎開する。終戦後も福島にとどまり製材業を営む。
1949年（昭和24年）8月、通産省（当時）技官の竹島弘の引き合わせで本田宗一郎と出会い、同年10月には製材業を引き払い上京、ホンダの常務に就任。東京営業所の開設を皮切りに、ホンダの財務並びに販売を一手に取り仕切るようになる。1952年（昭和27年）には専務、1964年（昭和39年）には副社長に就任。派閥解消のための役員大部屋制や役員の子弟を入社させないといったシステムや1954年（昭和29年）に発表された本田の「マン島TTレース出場宣言」は藤沢によるもの。
1959年（昭和34年） 4月、ホンダ開発株式会社の前身となるホンダ不動産興業株式会社を設立、初代社長に就任。
1973年（昭和48年）、社長の本田とともに副社長を退き取締役最高顧問となる。この引退は後継育成を見極めた藤沢が決断したもので、本田はその藤沢の決断を聞いた際に藤沢の意思をくみ取り、引退を決断したと言われている。創業25周年を前にしての両者の現役引退は、当時最高の引退劇とも評された。
1979年（昭和54年）、鈴鹿サーキットと多摩テック（閉園）のマスコットキャラクター「コチラちゃん」のデザインモデルとして手塚治虫から取材を受け、同年10月に「コチラちゃん」はマスコットとして誕生した。
1983年（昭和58年）には取締役からも退く。その後は政財界とは距離を置き、オペラや歌舞伎などを愉しむ趣味人として余生を過ごした。影に徹した事、また経営者でありながら風流人な一面を持つ点、その卓越した経営手腕によって経営者達のファンが多い。またMBAコース等での教材として度々取り上げられる人物である。
1988年（昭和63年）12月30日、心筋梗塞により死去。78歳没。墓所は東京都八王子市の東京霊園。
藤沢は生前、社業に没頭し対外活動を一切行っていなかったため、生存者叙勲には縁はなく、また自身も貰うつもりはなかった。そうした藤沢の性格を熟知していたホンダの役員陣も積極的に働きかけを行っていなかった。死後、それを見かねた通産省機械情報局自動車課長の鈴木孝男（のち同省環境立地局長、三菱ふそうトラック・バス副会長）が叙勲を所管する総理府に働きかけた。しかし、総理府は藤沢の対外活動が乏しいとして難色を示した。だが鈴木がそれを粘り腰で押し切り、社葬3日前の1989年（平成元年）1月24日、贈従四位勲三等旭日中綬章の叙位叙勲が決定した。
また2023年（令和5年）2月10日、アメリカの自動車殿堂に加わることが運営母体により発表され、同年7月、米国自動車殿堂授賞式典で正式に殿堂入りした。

## 人物

### 経営者として
名経営者として広く知られておりビジネススクールでは度々取り上げられている。しかし本人は「私は経営学など勉強した事がない。何冊か手にとって読んだことはあるが、結局その逆をやれば良いんだと思った。」と語っていた。「経営者とは、一歩先を照らし、二歩先を語り、三歩先を見つめるものだ。」との言葉も残している。
現役時代の藤沢は本社とは別に銀座の越後屋ビルの一室を借り、調度品にいたるまで全て黒で統一してその部屋にこもって経営戦略を練ったという。また洒落者で知られ、着流し姿で出社することもしばしばあったという。洒落た紳士的な雰囲気の一方で、仕事に対して厳しく部下の不手際を叱る際は容赦なく厳しい言葉を浴びせた。大きな目と半開きぎみの口から次々と大きな声で怒鳴る仕草から当時流行っていた怪獣映画になぞらえ「ゴジラ」とも陰で呼ばれていた。
「ホンダの社長は、技術畑出身であるべき。」という言葉を残している。この方針はホンダにおいて現在まで忠実に守られており、初代の本田から現職の9代目の三部敏宏に至るまで、歴代の社長全員が技術畑出身である。そのうち6代目の福井威夫まではエンジン開発部門の出身であった。
下記のように舞台や音楽鑑賞を趣味とした藤沢に対し、本田はゴルフなどの行動的な趣味を持っていた事から、不仲説が浮上したことがあった。しかし当人たちは、互いが当時住んでいた地名の「下落合」（本田）、「六本木」（藤沢）と呼びあうなど良好な関係だった。「いつも手をつないで一緒にいるのを仲良しとは呼ばない。私達は離れていても、今この瞬間、相手が何を考え、どうするかが、手に取るように分かる。」とも語っている。藤沢の死後、1989年に本田が日本人として初めてアメリカの自動車殿堂入りを果たした時に、本田は授賞式を終えて帰国したその足で藤沢邸に向かい、藤沢の位牌に受賞したメダルを架け「これは俺がもらったんじゃねえ。お前さんと二人でもらったんだ。これは二人のものだ」と語りかけた。

### 趣味等
下戸であり、自動車の運転はしなかったという。
隠居後の藤沢は「自分は引退した老骨」と語り、自分から社の経営に口を出す事はしなかった。政界財界人との交流もあまりなく、むしろ先代の中村勘三郎や作家の五木寛之、谷崎潤一郎などの文化芸術人との世間話を楽しむ風流人として過ごした。
無類の舞台好きであり、歌舞伎はもとより世界各国のオペラ座に着物姿で観劇した。また、常磐津が玄人並の腕前で16世常磐津宗家・8世常磐津文字太夫の門下となり「文王」の流名を許されている。晩年は、まだ幼かった孫の文翁を連れて歌舞伎やオペラ、クラシックコンサートなどを楽しんだ。このような藤沢の風流人としての生き方が文翁に多くの影響を与えている。
多摩テックなどのマスコットキャラのコチラちゃんは、最初他のものにしようとしていた手塚治虫が藤沢を見て、突然完成させた。大きな目と大きな体、そして大声だったので、当時の社員から「ゴジラ」とあだ名されていた事も要因である。
学校法人玉川学園に多額の寄付をしており、またプールなどの施設や、構内の美術品の多くは藤沢からの贈り物である。

## 作行会
藤沢と本田は、ホンダの株式及びそれに伴う配当金などから得た莫大な創業者利益を元に、1961年に苦学生への研究助成を行う基金として「財団法人作行会」を設立した。同会が給付する奨学金・助成金に関しては、藤沢が考案した以下の条件があった。
1. 奨学金の用途は問わない（遊びに使おうが、生活費に使おうが自由）。
2. レポートは必要ない。
3. 将来の進路も自由。
4. 返還の必要はない。
5. 誰が支給しているか知らせてはならない。

作行会は1983年（昭和58年）に解散するが、本田・藤沢の二人が作行会のスポンサーであったことは当時は徹底的に伏せられ、解散記念謝恩会の席で初めて二人がスポンサーであった事実が公開された。この会からの助成金を受け取った研究者の1人に毛利衛がいる。